# Alonso Vicente de Solís y Folch de Cardona
Alonso Vicente de Solís y Folch de Cardona (Madrid, 5 de novembro de 1708 - c. 1783), Duque de Montellano foi Vice-rei de Navarra. Exerceu o vice-reinado de Navarra entre 1768 e 1773. Antes dele o cargo foi exercido por Ambrosio de Funes Villalpando. Seguiu-se-lhe Francisco Bucareli.